# Feliks Falk

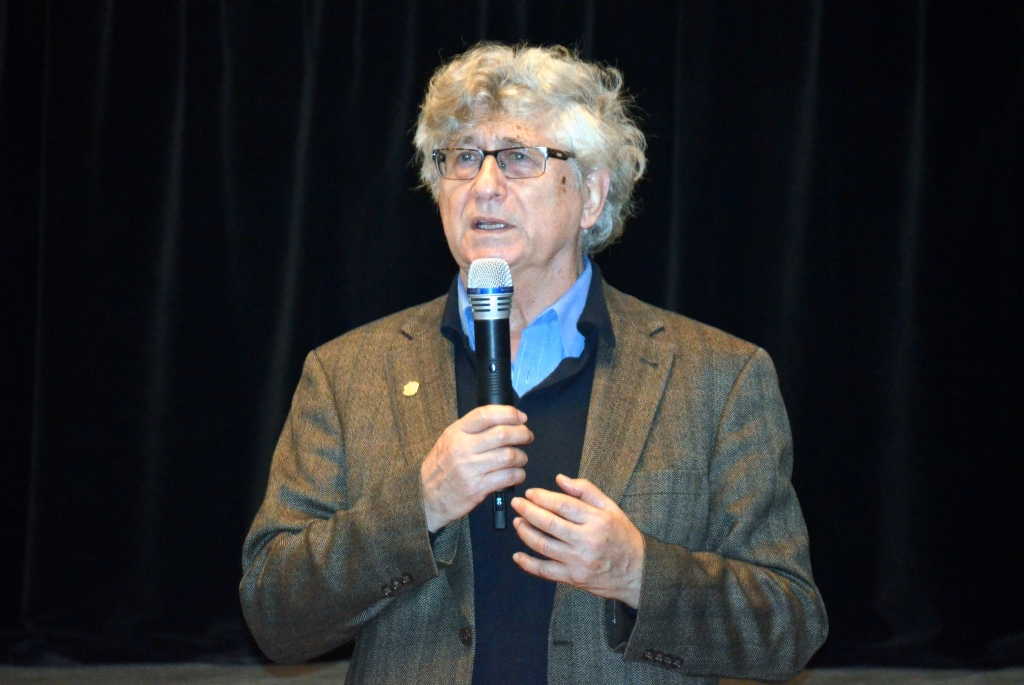
Feliks Falk im Dezember 2014, Sanok

Feliks Falk (* 25. Februar 1941 in Stanisławów, Sowjetunion) ist ein polnischer Filmregisseur, Theater- und Drehbuchautor.
Feliks Falk kam über die bildende Kunst zum Film. Er schloss 1966 ein Malereistudium an der Kunsthochschule in Warschau ab. 1967 stellte er seinen ersten Einakter mit dem Titel Fahrstuhl vor und entschloss zu einem weiteren Studium. 1973 schloss er das Regiestudium an der Filmhochschule Łódź ab. Bereits während des Studiums drehte er einige bemerkenswerte Kurzfilme. Falk drehte seinen ersten Langfilm 1975 und schrieb zu Beginn seiner Karriere seine Drehbücher mit Filmemachern wie Agnieszka Holland oder Jerzy Domaradzki. Feliks Falk wurde auf nationalen und internationalen Festivals ausgezeichnet. Neben seinen Spielfilmen drehte er auch Dokumentarfilme. Für seinen bisher letzten Film Komornik (Der Gerichtsvollzieher) erhielt er den Hauptpreis beim Polnischen Filmfestival Gdynia und den Polnischen Filmpreis. 2011 wurde er Offizier des Orden Polonia Restituta.

## Filmografie (eine Auswahl)
- 1975: Obrazki z życia
- 1976: In der Mitte des Sommers, in Masuren (W środku lata)
- 1977: Probeaufnahmen (Zdjecia probne)
- 1977: Der Conferencier (Wodzirej)
- 1979: Das Zimmer nebenan (Obok)
- 1979: Die Chance (Szansa)
- 1981: Es war einmal der Jazz (Był Jazz)
- 1984: Der Bariton (Baryton)
- 1985: Idol
- 1987: Held des Jahres (Bohater roku)
- 1995: Lato miłości
- 1995: Daleko od siebie
- 2005: Der Gerichtsvollzieher (Komornik)
- 2010: Joanna